# Peach Orchard (Arkansas)
Peach Orchard – miasto w Stanach Zjednoczonych, w stanie Arkansas, w hrabstwie Clay.